# Olympia (filme de 1938)
Olympia 1. Teil - Fest der Völker (bra: Olympia) é um filme de propaganda de 1938 de Leni Riefenstahl documentando os Jogos Olímpicos de Verão de 1936.

## Sobre o filme
Foi o primeiro longa documentário dos Jogos Olímpicos já realizados. Muitas técnicas avançadas de cinema foram usadas, que mais tarde tornariam-se os padrões industriais mas que eram fenomenais na época, como ângulos incomuns de câmera, técnicas de edição avançadas, close-ups extremos entre outras coisas. As técnicas empregadas são quase universalmente admiradas, mas o filme é controverso devido ao seu contexto político. No entanto, o filme aparece em muitas listas dos melhores filmes de todos os tempos, incluindo a feita pela revista Time."
Há muita discussão se este filme deve ser considerado um filme de propaganda política para o Partido Nazista, como o seu O Triunfo da Vontade. Apesar de todo Jogos Olímpicos de Verão em Berlim de 1936 serem chamados de "Olimpíada de Hitler" e ser inquestionvalmente dirigido aos feitos do Terceiro Reich, o que por si só já daria um bom filme de propaganda política, os defensores de Riefenstahl lembram da aproximação que faz ao filmar o rosto de Hitler diante da vitória de Jesse Owens, um afro-americano, ganhando uma medalha de ouro, diferenciando-se da doutrina de supremacia racial nazista. Outros vencedores não-arianos são mostrados também.

## Sinopse

### Argumento
Olympia (ou Olimpíadas) é um filme documentando os Jogos Olímpicos de 1936, realizados no Estádio Olímpico de Berlim, Alemanha. Olympia é um marco do documentário esportivo mundial onde são registradas as competições da Olimpíada de Berlin. Apesar do destaque dado à presença de Adolf Hitler e o excesso das bandeiras com o símbolo nazista. Olympia destaca as conquistas do velocista americano Jesse Owens.

### Foco narrativo
Os jogos Olímpicos de Verão em Berlim de 1936, no governo nazista. A maioria das imagens são de glória em vitórias alemãs. Mas, há destaque também para os vencedores não arianos, em destaque, as conquistas de Jesse Owens um negro, ganhando uma medalha de ouro na presença do Adolfo Hitler, diferenciando-se da doutrina de supremacia racial nazista. Owens é destacado em todas as competições que participou, mesmo antes na concentração, já que é o favorito. Outros negros americanos também são mostrados em outras competições.